# 希克曼縣 (肯塔基州)
希克曼县（英語：Hickman County）是美國肯塔基州西部的一個縣，東南鄰田納西州，西隔密西西比河與密蘇里州相望。面積655平方公里。根据美國2000年人口普查，共有人口5,262人。縣治克林頓（Clinton）。
成立於1807年12月3日。縣名紀念在1812年戰爭中陣亡的帕斯加爾·希克曼中尉。本縣為一禁酒的縣。